# Хантсвилл (Техас)
Ха́нтсвилл (англ. Huntsville) — город и центр округа Уолкер на юго-востоке штата Техас (США). Население 35 078 человек (2000 год).
Хантсвилл находится на государственной автомагистрали  между Хьюстоном и Далласом. В городе расположен Департамент уголовного правосудия штата Техас. Город был резиденцией техасского государственного деятеля Сэма Хьюстона, в честь которого сооружена гигантская статуя на автостраде и создан мемориальный музей.

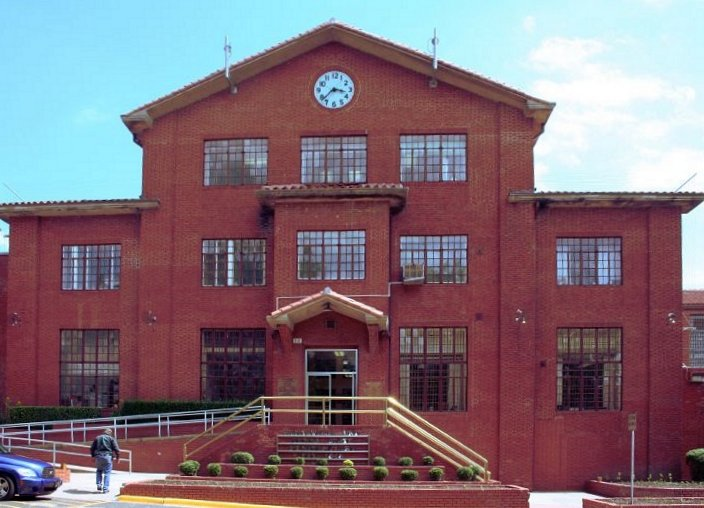
Департамент криминальной юстиции в Хантсвилле

В широко известной Хантсвиллской тюрьме, которую часто называют англ. Walls Unit за высокие стены вокруг объекта, раньше приводились в исполнение смертные приговоры. С этой тюрьмой связаны имена Бонни и Клайда и многих других печально знаменитых американских преступников, ей посвящён альбом песен Мерла Хаггарда (англ. Merle Haggard).

## История
Как указано на официальном сайте города, он основан в 1835 году, когда здесь появилась торговая точка и почта, основанные Эфраимом Греем (англ. Ephraim Gray), назвавшим место в честь своего родного города — алабамского Хантсвилла.
Хантсвилл стал домом Сэма Хьюстона, который избирался президентом независимой Республики Техас, губернатором штата Техас, губернатором Теннесси, сенатором США и конгрессменом Теннесси, участника военных сражений во время Гражданской войны и за независимость Техаса. Здесь находятся два его дома, здесь же он и похоронен.

## Демографическая обстановка
По результатам переписи 2000 года насчитывалось 35078 человек, 10266 домашних хозяйств, а также 5471 семей, проживающих в городе. Плотность населения была 438,3 человек на квадратный километр. Были 11508 единиц жилья при средней плотности 143,8 на кв.км. Расовый состав города был следующим: 65,78 % белых, 26,14 % афроамериканцев, 0,33 % индейцев, 1,11 % азиатов, 0,07 % уроженцев тихоокеанских островов, 4,91 % других рас и 1,65 % смешанных от двух или более рас. Испаноязычных было 16,22 % от общей численности населения.
Было 10266 домовладений, из которых 25,3 % были с детьми в возрасте до 18 лет, проживающих с родителями, 37,0 % из них были супружеские пары, живущие вместе, 12,5 % были женщины без мужей, а 46,7 % не являлись семьями. 30,8 % всех домовладений состоят из отдельных лиц и 7,5 % из живущих в одиночку в возрасте 65 лет или старше. Средний размер семьи был 2,97 человек.
Возрастной состав населения города: 15,1 % в возрасте до 18 лет, 29,3 % от 18 до 24 лет, 30,8 % от 25 до 44 лет, 16,3 % от 45 до 64 лет и 8,5 % в возрасте 65 лет и старше. Средний возраст составил 28 лет. На 100 женщин насчитывалось 152,9 мужчин. На 100 женщин в возрасте 18 лет и старше насчитывалось 163,8 мужчин. При этом необходимо учитывать, что в статистические данные вошли и содержащиеся в местной тюрьме, отсюда такой перекос в половом составе.
Средний доход на домашнее хозяйство в городе составил $ 27075, а средний доход на семью составляет $ 40562. Мужчины имеют средний доход $ 27386 против $ 22 908 у женщин. Доход на душу населения в городе составляет $ 13576. Ниже черты бедности находятся 13,1 % семей и 23,9 % населения, в том числе 23,9 % из них моложе 18 лет и 14,7 % тех, кто в возрасте 65 лет и старше.

## Образование и культура
В городе имеется филиал Остин колледжа, а также государственный университет имени Сэма Хьюстона и его музей. Также имеются Хантсвиллский государственный парк, музей знаменитой техасской тюрьмы. Город фигурирует во многих американских фильмах (например,
Идеальный мир), связанных с местной тюрьмой, и прозаических произведениях (Дай Вам Бог здоровья, доктор Кеворкян).

## Известные персоны, связанные с городом
- Бонни и Клайд — легендарная преступная пара
- Роберт Ловетт — государственный деятель, занимавший пост министра обороны США
- Самюэль Хьюстон (англ. Samuel Walker Houston, 1864—1945) — афроамериканский просветитель, новатор образования
- Сэмюэл Хьюстон — государственный деятель XIX века
- Эрин Каммингс — киноактриса